# Tressandans
Tressandans ist eine französische Gemeinde mit 28 Einwohnern (Stand: 1. Januar 2022) im Département Doubs in der Region Bourgogne-Franche-Comté.

## Geographie
Tressandans liegt auf einer Höhe von 263 m über dem Meeresspiegel, drei Kilometer nordwestlich von Rougemont und etwa 33 Kilometer westlich der Stadt Montbéliard (Luftlinie). Das Dorf erstreckt sich am südöstlichen Rand der Talebene des Ognon gegenüber von Thieffrans, in der leicht gewellten Landschaft bei Rougemont.
Die Fläche des 2,34 km² großen Gemeindegebiets umfasst einen Abschnitt des mittleren Ognontals. Die westliche und nördliche Grenze verläuft entlang dem Ognon, der hier mit mehreren Windungen durch eine breite Talebene fließt. Vom Flusslauf erstreckt sich das Gemeindeareal südostwärts über die Alluvialebene bis auf die angrenzende Hochterrasse, die teils bewaldet, teils mit Acker- und Wiesland bestanden ist. Mit 295 m wird im Waldgebiet des Bois de la Corne die höchste Erhebung von Tressandans erreicht.
Nachbargemeinden von Tressandans sind Chassey-lès-Montbozon und Bonnal im Norden, Rougemont im Osten und Süden sowie Thieffrans im Westen.

## Geschichte
Das Gemeindegebiet von Tressandans war schon sehr früh besiedelt. Auf der Flur Chatey befand sich eine prähistorische Wallanlage. Im Mittelalter unterstand Tressandans der Herrschaft Rougemont. Zusammen mit der Franche-Comté gelangte das Dorf mit dem Frieden von Nimwegen 1678 an Frankreich.

## Sehenswürdigkeiten

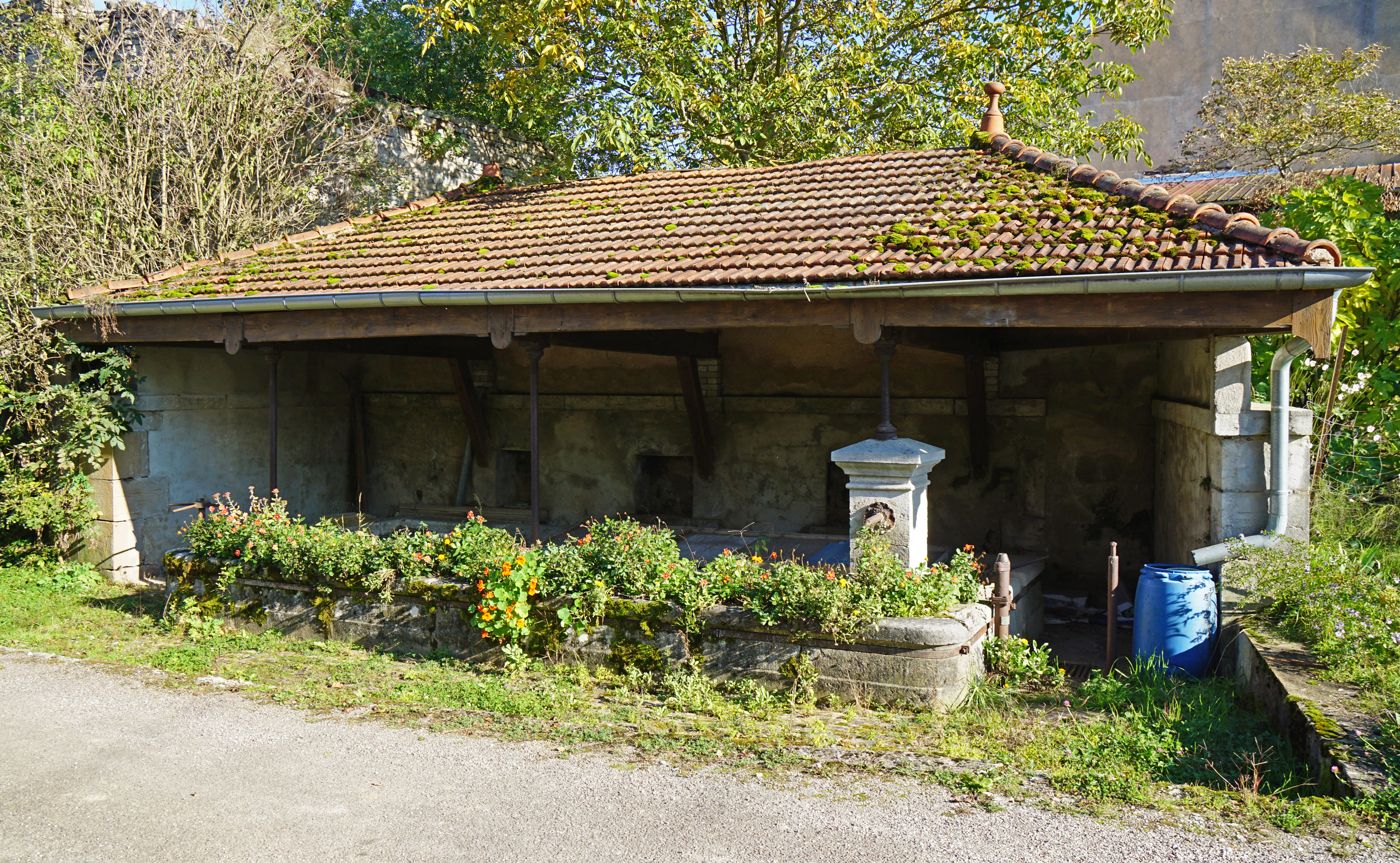
Lavoir in Tressandans

Das Lavoir in Tressandans (Waschhaus und Viehtränke) stammt von 1883. Über den Ognon führt eine Steinbrücke aus dem 19. Jahrhundert.

## Bevölkerung
| Jahr                       | 1962 | 1968 | 1975 | 1982 | 1990 | 1999 | 2005 | 2016 |
| Einwohner                  | 49   | 49   | 32   | 27   | 27   | 30   | 35   | 24   |
| Quellen: Cassini und INSEE |      |      |      |      |      |      |      |      |

Mit 28 Einwohnern (Stand 1. Januar 2022) gehört Tressandans zu den kleinsten Gemeinden des Départements Doubs. Nachdem die Einwohnerzahl in der ersten Hälfte des 20. Jahrhunderts deutlich abgenommen hatte (1906 wurden noch 84 Personen gezählt), wurden seit Mitte der 1970er Jahre nur noch geringe Schwankungen verzeichnet.

## Wirtschaft und Infrastruktur
Tressandans war bis weit ins 20. Jahrhundert hinein ein vorwiegend durch die Landwirtschaft (Ackerbau, Obstbau und Viehzucht) und die Forstwirtschaft geprägtes Dorf. Noch heute leben die Bewohner zur Hauptsache von der Tätigkeit im ersten Sektor. Außerhalb des primären Sektors gibt es nur wenige Arbeitsplätze im Dorf. Einige Erwerbstätige sind auch Wegpendler, die in den umliegenden größeren Ortschaften ihrer Arbeit nachgehen.
Die Ortschaft liegt abseits der größeren Durchgangsstraßen an einer Departementsstraße, die von Rougemont nach Thieffrans führt. Weitere Straßenverbindungen bestehen mit Bonnal und Montferney.